# Amerikanische Wasserschildkröten
Die Amerikanische Wasserschildkröten (Glyptemys) sind eine Gattung der Neuwelt-Sumpfschildkröten. Zu dieser Gattung zählen zwei Arten, die Moorschildkröte und die Waldbachschildkröte. Bis vor wenigen Jahren wurden die beiden Arten noch zur Gattung Clemmys zugerechnet, die heute als monogenerische Gattung nur noch die Tropfenschildkröte enthält.
Die Gattung der Amerikanischen Wasserschildkröten ist vom Südosten Kanadas bis in die USA verbreitet. Das nördlichere Verbreitungsgebiet weist die Waldbachschildkröte auf, die in Kleingewässern in Laub- und Mischwäldern sowie in Seen, Teichen, Bächen, Sümpfen und Feuchtwiesen lebt. Das Verbreitungsgebiet der Moorschildkröte, die mit einer Carapaxlänge von 7,6 bis 8,9 Zentimetern zu den sehr klein bleibenden Vertretern der Neuwelt-Sumpfschildkröten zählt, reicht im Süden bis in den Westen des US-Bundesstaates South Carolina und in den Norden von Georgia. Die Moorschildkröte ist vor allem in Mittelgebirgslagen beheimatet und lebt dort in flachen Tümpeln, Seen und Teichen sowie mit Torfmoos bewachsenen Mooren. Die Moorschildkröte gilt als besonders bedroht, da ihr Lebensraum zunehmend fragmentiert wird und diese Art unter anderem illegal für den Terrarienhandel gefangen wird.